# Soulier d'or belge 2006
Le Soulier d'or 2006 est un trophée individuel, récompensant le meilleur joueur du championnat de Belgique sur l'ensemble de l'année 2006. Ceci comprend donc à deux demi-saisons, la fin de la saison 2005-2006, de janvier à juin, et le début de la saison 2006-2007, de juillet à décembre.

## Lauréat
Il s'agit de la cinquante-troisième édition du trophée, remporté par le milieu de terrain marocain du RSC Anderlecht Mbark Boussoufa. Il assure sa victoire lors du premier tour des votes, au cours duquel il remporte 251 points, pour sa fin de saison de haut niveau avec La Gantoise. Le podium est composé de trois joueurs d'Anderlecht, à savoir Mohammed Tchité à la deuxième place, transféré du Standard de Liège à l'entre-saisons, et Nicolas Frutos, son compère au sein de l'attaque bruxelloise.
Le gardien anderlechtois Daniel Zitka est élu « Meilleur gardien de l'année », Lucas Biglia est lui « Meilleur jeune », et Tchité reçoit le prix du plus beau but de la saison.

## Classement complet
| Place | Joueur                | Nationalité | Club(s)                                 | Points |
| ----- | --------------------- | ----------- | --------------------------------------- | ------ |
| 1.    | Mbark Boussoufa       |             | La Gantoise / RSC Anderlecht            | 283    |
| 2.    | Mohammed Tchité       |             | Standard de Liège / RSC Anderlecht      | 201    |
| 3.    | Nicolas Frutos        |             | RSC Anderlecht                          | 111    |
| 4.    | Lucas Biglia          |             | RSC Anderlecht                          | 74     |
| 5.    | Karel Geraerts        |             | Standard de Liège                       | 67     |
| 6.    | Daniel Zitka          |             | RSC Anderlecht                          | 51     |
| 7.    | Bosko Balaban         |             | FC Bruges                               | 49     |
| 8.    | Logan Bailly          |             | KRC Genk                                | 47     |
| 9.    | Pär Zetterberg        |             | RSC Anderlecht                          | 46     |
| =.    | Tom Soetaers          |             | KRC Genk                                | 46     |
| 11.   | Wouter Vrancken       |             | La Gantoise / KRC Genk                  | 45     |
| 12.   | Stijn Stijnen         |             | FC Bruges                               | 26     |
| 13.   | Fabien Camus          |             | Sporting Charleroi                      | 25     |
| ==.   | Salou Ibrahim         |             | Zulte-Waregem / FC Bruges               | 25     |
| 15.   | Adékanmi Olufadé      |             | La Gantoise                             | 19     |
| 16.   | Steven Defour         |             | Standard de Liège                       | 18     |
| 17.   | Marouane Fellaini     |             | Standard de Liège                       | 17     |
| 18.   | Vedran Runje          |             | Standard de Liège                       | 16     |
| 19.   | Patrick Ogunsoto (en) |             | KVC Westerlo                            | 14     |
| 20.   | Christian Wilhelmsson |             | RSC Anderlecht                          | 12     |
| ==.   | Oguchi Onyewu         |             | Standard de Liège                       | 12     |
| ==.   | Wim De Decker         |             | Germinal Beerschot / KRC Genk           | 12     |
| 23.   | Bart Goor             |             | RSC Anderlecht                          | 10     |
| 24.   | Ivan Bošnjak          |             | KRC Genk                                | 9      |
| ==.   | Milan Jovanović       |             | Standard de Liège                       | 9      |
| 26.   | Tim Matthys           |             | Zulte-Waregem                           | 8      |
| 27.   | Sven Vermant          |             | FC Bruges                               | 7      |
| ==.   | Tony Sergeant         |             | Zulte-Waregem                           | 7      |
| 29.   | Aristide Bancé        |             | KSC Lokeren                             | 6      |
| ==.   | Sérgio Conceição      |             | Standard de Liège                       | 6      |
| 31.   | Philippe Léonard      |             | Standard de Liège                       | 5      |
| ==.   | Yves Vanderhaeghe     |             | RSC Anderlecht                          | 5      |
| ==.   | Gert Verheyen         |             | FC Bruges                               | 5      |
| ==.   | François Sterchele    |             | Sporting Charleroi / Germinal Beerschot | 5      |
| ==.   | Dominic Foley         |             | La Gantoise                             | 5      |
| 36.   | Christophe Grégoire   |             | La Gantoise                             | 4      |
| ==.   | Sébastien Pocognoli   |             | KRC Genk                                | 4      |
| ==.   | Michaël Cordier       |             | La Louvière / FC Brussels               | 4      |
| 39.   | Koen Daerden          |             | KRC Genk / FC Bruges                    | 3      |
| ==.   | Philippe Clement      |             | FC Bruges                               | 3      |
| ==.   | Patrick Nys           |             | FC Brussels                             | 3      |
| 42.   | Milan Rapaić          |             | Standard de Liège                       | 2      |
| ==.   | Bertrand Laquait      |             | Sporting Charleroi                      | 2      |
| ==.   | Frédéric Herpoel      |             | La Gantoise                             | 2      |
| ==.   | Tosin Dosunmu         |             | Germinal Beerschot                      | 2      |
| ==.   | Hans Cornelis         |             | KRC Genk                                | 2      |
| ==.   | Kevin Vandenbergh     |             | KRC Genk                                | 2      |
| ==.   | Nicolas Lombaerts     |             | La Gantoise                             | 2      |
| ==.   | Siramana Dembele      |             | Standard de Liège                       | 2      |
| ==.   | Frank Defays          |             | Sporting Charleroi                      | 2      |
| 51.   | Abdelmajid Oulmers    |             | Sporting Charleroi                      | 1      |
| ==.   | Mohamed Sarr          |             | Standard de Liège                       | 1      |
| ==.   | Sander Debroux        |             | Saint-Trond VV                          | 1      |
| ==.   | Birger Maertens       |             | FC Bruges                               | 1      |
| ==.   | Steve Colpaert        |             | FC Brussels                             | 1      |
| ==.   | James Lahousse        |             | KSV Roulers                             | 1      |
| ==.   | Olivier Deschacht     |             | RSC Anderlecht                          | 1      |
| ==.   | Adnan Čustović        |             | Excelsior Mouscron                      | 1      |

### Sources
- (nl) Cet article est partiellement ou en totalité issu de l’article de Wikipédia en néerlandais intitulé « Belgische Gouden Schoen 2006 » (voir la liste des auteurs).